# Kurt-Göran Kjell
Kurt-Göran Albert "Kutte" Kjell, född 7 september 1943, död 15 december 2021 i Danderyds församling, var en svensk landslagsspelare i handboll. Han spelade som mittnia.

## Klubbkarriär
Kurt-Göran Kjells moderklubb var IK Vinco i Ystad men är mest känd då han spelade för Ystads IF i Ystad. Kurt-Göran Kjell spelade under studieåren på Spyken i Lund för LUGI HF 1963-1966 men gick sedan till IS Göta i Helsingborg. Han spelade dock inte säsongen de vann SM-guld 1966. Han återvände till födelsestaden och spelade för Ystads IF en säsong. Han spelade sedan för Stockholmsklubben SoIK Hellas där han tog fyra SM-guld i rad 1969-1972 och ytterligare ett 1977. Han blev utsedd till "årets Hellen" 1976. 1968-1969 vann han allsvenskans skytteliga. Klubbkarriären är oklar vad gäller årtal.

## Landslagskarriär
Kurt-Göran Kjell debuterade den 13 mars 1962 i ungdomslandslaget mot Island i Nordiska mästerskapet för U19-ungdomar. Han spelade sedan åtta ungdomslandskamper. Han debuterade den 16 november 1963 i A-landslaget mot Finland. Han spelade sedan 55 landskamper med 27 segrar, 4 oavgjorda och 24 förluster och med 89 gjorda landslagsmål. Sverige tillhörde inte världseliten och Kjell har inga internationell meriter. Han deltog bara i en VM-turnering 1970. Han spelade fyra matcher men står inte antecknad för något VM-mål i statistiken.